# Roger Houin
Pour les articles homonymes, voir Houin.
Roger Houin (Jumeaux, 17 août 1912 - Créteil, 30 juin 1986) est un universitaire français.

## Biographie

### Jeunesse et études
Né dans le Puy-de-Dôme en 1917, il est licencié ès-lettres en 1931 puis en droit de la faculté de droit de Paris en 1932, diplômé de l'École libre des sciences politique en 1932, diplômé d'études supérieures de philosophie en 1933, lauréat du prix Rossi en 1935, docteur en droit en 1937, prix de la faculté de droit de Paris. En 1941, il est agrégé des facultés de droit, concours de droit privé et de  droit criminel.

### Parcours professionnel
Chargé de cours dans la faculté de droit de Lille en 1939 puis dans celle de Rennes en 1941, il devient de 1941 à 1957 professeur dans cette même faculté dont il devient le doyen en 1955-1956. De 1957 à 1981, il est professeur à la faculté de droit et de sciences économiques de Paris. Il enseigne également à l'École des hautes études commerciales et à l'Institut d'études politiques de Paris.
De 1944 à 1946 il est le directeur du cabinet de Victor Pierre Le Gorgeu, commissaire de la République de la région Bretagne. À partir de 1964, il est président de la Fédération nationale des syndicats autonomes de l’enseignement supérieur et de la recherche (FNSAESR).
Il est mort à Créteil le 30 juin 1986.
Il est le père de Brigitte Berlioz-Houin, professeur de droit privé et présidente de l'Université Paris Dauphine-PSL (1984-1989).